# Пенчо Калканов
Пенчо Вельов Калканов с псевдоним Видин е деец на Вътрешната македоно-одринска революционна организация, анархист.

## Биография
Калканов е роден в Копривщица. Личен приятел е на Михаил Герджиков и участва в Илинденско-Преображенското въстание. През Балканската война е доброволец в Македоно-одринското опълчение, във 2-а отделна партизанска рота. По време на Първата световна война Стайко Филипов (Байото) и Пенчо Калканов минават в нелегалност и в продължение на три години се укриват от властите. Използват за подслон и каменната колиба в местността Кръста, която по-късно партизаните наричат Барикадите. Поддържа активни връзки със съгражданина си анархист Михаил Цицелков.
Печо Видин, като пацифист и противник на всякакъв авторитет, захвърлил мобилизационното си назначение служи за кумир на младежи, обявили се за анархисти в Копривщица. Въпреки това, след разлагането на фронта в края на ПСВ и завръщането на останалите живи копривщенски войници, демонстративно слиза в града от планинската си колиба, наметнат с черна пелерина и с пушка, скрита в полите ѝ.
През 1919 г. нелегалните анархисти Георги Шейтанов, Георги Жечев, Стефан Стойнов и Желю Грозев се срещат със Сотир Андонов (Тирката). Той вече не е самородният хайдутин, който ограбва богатите и раздава на бедните, а организатор на анархистическа чета, появила се едновременно с анархистическата чета на братя Гогови от Кюстендил. В неговата четата влизат Димитър и Иван Кибритови, Борис Юрданов Стоичков (Главока), Стефан Георгиев Касабов (Бако) и Любен Йончев, Пенчо Калканов (Видин), Стайко Кафеджиев (Даскала), Петър Янакиев Велков, Симеон Синегеров, Георги Лазаров (Гелето).
В периода 1921 – 1922 г., когато Герджиков е интерниран в Копривщица и живее в дома на Райна Стрезова имат среща в местността Бялата вода, на която присъстват Пенчо Калканов, Нешо Тумангелов, Васил Икономов, дъщеря му Магда Герджикова и Нешо Шабанов.
| „ | Разказват, че читалището в Копривщица поставило някаква интересна пиеса, салонът се напълнил, на първият ред седнали по-видните граждани, изведнъж пред завесата излязъл Михаил Герджиков и запитал:“ Всички: Нали познавате Пенчо Видин? – хорово отговорили „Да-а-а“, „Нали той е добро момче“ Отговорът бил пак „Д-а-а“ Знаете, че го търсят. Ще го предадете, ли?“ Хорово – „Н–е-е“. Той иска да гледа пиесата. Може, ли?“ Хорово – „Да-а!“, „Ела Пенчо“, казал Герджиков и Пенчо се появил, с хайдушките си дрехи, помахал с ръка на всички и седнал да гледа. | “ |

Като активен анархист участва в бойна група излязла в местността на връх Буная и затова след Септемврийското въстание от 1923 година е арестуван. Умира в Пазарджишкия затвор през 1926 година.